# Erwin Schwartzenau
Erwin (Strein) von Schwartzenau (* 11. September 1858 in Wien; † 13. Jänner 1926 ebenda) war ein österreichischer Verwaltungsjurist, Statthalter von Tirol und kurzzeitig österreichischer Innenminister.

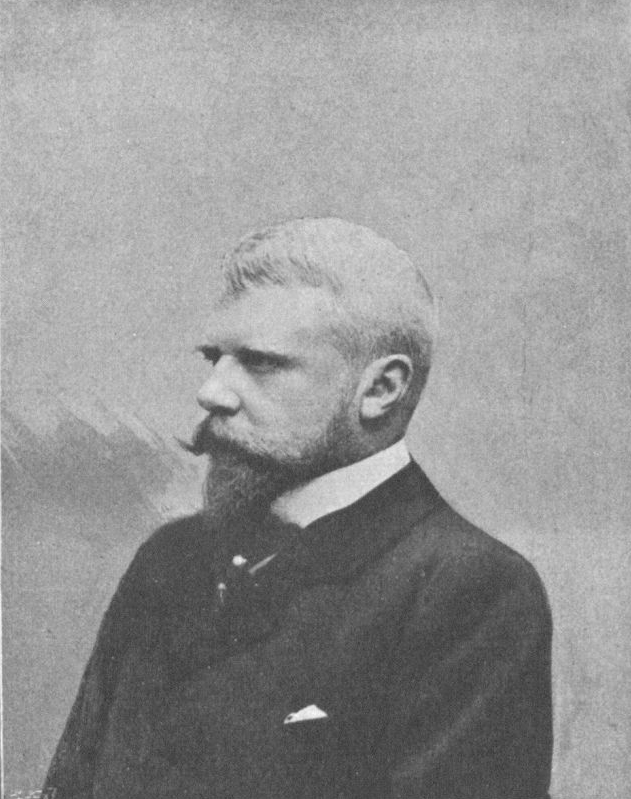
Erwin Schwartzenau (1901)

## Leben
Sein voller Name war Freiherr Erwin Albert Ludwig von Schwartzenau. Seine Eltern waren der General Carl Friedrich Wilhelm von Schwartzenau aus dem altadeligen Geschlecht derer Von Strein (1787-1865) und dessen Ehefrau Antonnie von Caballini.
Er maturierte 1876 am Theresianum in Wien und studierte anschließend bis 1879 Rechtswissenschaft an der Universität Wien. 1880 ging er in den Staatsdienst bei der Statthalterei in Innsbruck und war ab 1885 bei der Bezirkshauptmannschaft Meran tätig. 1885 heiratete er Maria Gräfin Trapp von Matsch (1858–1926), mit der er einen Sohn bekam. Ab 1887 war er höherer Beamter im Unterrichtsministerium in Wien und seit 1891 als Bezirkshauptmann von Neunkirchen. 1893 wurde Schwartzenau zum Ministerialsekretär im Innenministerium ernannt, wo er zum Ministerialrat und 1890 zum Sektionschef avancierte. Er war dabei am Zustandekommen der Heimatrechtsnovelle 1896 führend beteiligt und erwarb sich das Vertrauen von Ministerpräsident Ernest von Koerber.
Auf Betreiben Koerbers amtierte Schwartzenau von 21. Dezember 1901 bis 26. März 1906 als Statthalter von Tirol und Vorarlberg. Als Landeschef versuchte er die Autonomiefrage des Trentino dilatorisch zu behandeln. Bei Unruhen zwischen deutschnationalen und italienischsprachigen Studenten 1904, im Gefolge der geplanten Errichtung einer italienischsprachigen Rechtsfakultät in Innsbruck-Wilten, in der Folge als Fatti di Innsbruck (dt. Die Ereignisse von Innsbruck) bezeichnet, befahl Schwartzenau den Einsatz der Kaiserjäger. Dabei wurde der ladinische Maler und Kunststudent August Pezzey von einem Kaiserjäger durch einen Bajonettstich getötet. Koerber unterstützte Schwartzenau gegen Angriffe der Alldeutschen, später wurde er aber von dessen Nachfolger des Amtes enthoben und anschließend zum Senatspräsidenten des Verwaltungsgerichtshofes ernannt.
1911 bis 1915 wirkte Schwartzenau als Leiter der Kommission zur Verwaltungsreform. 1916 bis zum Kriegsende 1918 war er Mitglied im Herrenhauses des Wiener Reichsrats. Nach einer zweimonatigen Amtszeit als Innenminister im Kriegskabinett Koerber Ende 1916 saß er 1917 als erster Präsident dem Verwaltungsgerichtshof vor. 1919 trat er in den Ruhestand.